# Deneb Ortigosa
Jazmín Deneb Ortigosa Gutiérrez (n. 29 de octubre de 1981) es una bióloga marina mexicana especializada en malacología y sistemática de moluscos marinos, con énfasis en babosas marinas. Es profesora en la Universidad Nacional Autónoma de México y miembro del Sistema Nacional de Investigadores de México.

## Biografía
Obtuvo la licenciatura en Biología en la Facultad de Ciencias de la UNAM (1999-2003), con una tesis sobre moluscos opistobranquios en Isla Verde, Veracruz. Realizó una maestría en Ciencias (Biología Marina) en el Instituto de Ciencias del Mar y Limnología de la UNAM (2009), enfocándose en biogeografía de moluscos en Yucatán. En 2016 concluyó el doctorado en la Universidad de Cádiz, España, con una investigación sobre la sistemática de Chromodorididae en el Atlántico y el Mediterráneo.
Ha publicado artículos en revistas científicas como Journal of Molluscan Studies y Revista Mexicana de Biodiversidad, abordando temas de taxonomía, ecología y biogeografía de moluscos. Participó en la elaboración del Catálogo de Autoridades Taxonómicas de Moluscos de México, también conocido como CONABIO, con trabajos sobre Monoplacophora y Heterobranchia.
Es curadora asociada de la Colección de Moluscos de la Península de Yucatán y ha contribuido al desarrollo de bases de datos sobre biodiversidad marina.

### Divulgación y participación institucional
Ha colaborado en actividades de divulgación científica mediante talleres, artículos en revistas como ¿Cómo ves? y materiales educativos. Coordinó proyectos de monitoreo biológico en eventos como el City Nature Challenge Mazatlán y ha participado en iniciativas de investigación marina, incluyendo campañas oceanográficas y proyectos financiados por la UNAM.
Entre 2017 y 2020 fue presidenta de la Sociedad Mexicana de Malacología, de la cual continúa siendo miembro activo.

## Distinciones
- Becas del Consejo Nacional de Ciencia y Tecnología (CONACYT) para estudios de doctorado (2012–2016) y posdoctorado (2017–2019).
- Mención honorífica en la tesis de maestría (2009).
- Integrante del SNI, Nivel Candidato (2018–2020) y Nivel 1 (desde 2021).
- Becas de la Malacological Society of London y UNITAS para asistencia a congresos internacionales.